# 亚历山德里娜湖
亚历山德里娜湖（英語：Lake Alexandrina）是澳大利亚墨累河入海口的潟湖，湖名是用以纪念亚历山德丽娜·维多利亚女王。它位于南澳大利亚州首府阿德莱德东南70公里处，长37公里，宽21公里，面积约649平方公里，湖水较浅，最大深度约为6米，与艾伯特湖和库龙潟湖共同构成墨累河口。由于入海口处有沙坝和岛屿，不能成为墨累河航道的出海口。该湖为各种水鸟提供了栖息地，是澳洲政府保护的湿地。居民多发展旅游产业及利用湖水灌溉农田。